# Bahnstrecke Rumford Junction–Kennebago
| Streckenlänge: | 161,9 km             |                                                      |                                                      |
| Spurweite: | 1435 mm (Normalspur) |                                                      |                                                      |
| |                      |                                                      |                                                      |
| Gesellschaft: | PAR                  |                                                      |                                                      |
| \| \| \| von Cumberland Center \| \| \| \| 0,0 \| Rumford Junction ME (früher Poland Springs Junction) \| Rumford Junction ME (früher Poland Springs Junction) \| \| \| \| nach Bangor \| \| \| \| \| Strecke Lewiston Junction–Lewiston \| \| \| \| \| Strecke Portland–Island Pond \| \| \| \| 6,6 \| Elmwood ME (früher Elmwood Farm) \| Elmwood ME (früher Elmwood Farm) \| \| \| 9,5 \| Riccars ME (früher Poland Springs) \| Riccars ME (früher Poland Springs) \| \| \| 12,9 \| Poland ME \| Poland ME \| \| \| \| Little Androscoggin River \| \| \| \| \| Strecke Portland–Island Pond \| \| \| \| \| Verbindungsgleis nach Portland \| \| \| \| 18,7 \| Mechanic Falls ME \| Mechanic Falls ME \| \| \| 25,9 \| West Minot ME (früher Minot) \| West Minot ME (früher Minot) \| \| \| 32,7 \| East Hebron ME (früher Hebron) \| East Hebron ME (früher Hebron) \| \| \| 39,9 \| Buckfield ME \| Buckfield ME \| \| \| \| Nezinscot River \| \| \| \| 47,6 \| East Sumner ME (früher Sumner) \| East Sumner ME (früher Sumner) \| \| \| 50,9 \| Hartford ME (früher Hartford Center) \| Hartford ME (früher Hartford Center) \| \| \| 59,1 \| Canton ME \| Canton ME \| \| \| \| nach Livermore Falls \| \| \| \| 60,4 \| The Park ME \| The Park ME \| \| \| \| Verbindungskurve von Livermore Falls \| \| \| \| \| Whitney Brook \| \| \| \| 61,6 \| Gilbertville ME \| Gilbertville ME \| \| \| 69,2 \| Worthley ME (früher East Peru) \| Worthley ME (früher East Peru) \| \| \| 72,1 \| Peru ME \| Peru ME \| \| \| 77,6 \| Dixfield ME (früher Dixfield&West Peru) \| Dixfield ME (früher Dixfield&West Peru) \| \| \| 84,5 \| Rumford Falls ME (alter Endbahnhof) \| Rumford Falls ME (alter Endbahnhof) \| \| \| 84,8 \| Rumford ME (früher Rumford Falls) \| Rumford ME (früher Rumford Falls) \| \| \| \| Androscoggin River \| \| \| \| 86,7 \| Porters ME \| Porters ME \| \| \| 92,1 \| Hale ME \| Hale ME \| \| \| \| Swift River \| \| \| \| 93 \| Mitchells ME \| Mitchells ME \| \| \| 96,1 \| Frye ME \| Frye ME \| \| \| 98,2 \| Chapman ME \| Chapman ME \| \| \| 100 \| Reeds Mill ME \| Reeds Mill ME \| \| \| 102,0 \| Roxbury ME \| Roxbury ME \| \| \| 105 \| Hop City ME \| Hop City ME \| \| \| \| Swift River \| \| \| \| 109,3 \| Byron ME \| Byron ME \| \| \| \| Swift River \| \| \| \| \| Byron Logging Railroad \| \| \| \| 112 \| Masons ME (früher Mendearth) \| Masons ME (früher Mendearth) \| \| \| 115,2 \| Houghton ME \| Houghton ME \| \| \| \| nach Porters Siding \| \| \| \| \| Swift River \| \| \| \| 119 \| Ten Degree ME \| Ten Degree ME \| \| \| 125,1 \| Summit (Passstation) \| Summit (Passstation) \| \| \| 129,6 \| Bemis ME \| Bemis ME \| \| \| 136 \| Belchs ME \| Belchs ME \| \| \| 139,7 \| Macy Junction ME \| Macy Junction ME \| \| \| \| South Bog Railroad \| \| \| \| 140,5 \| South Rangeley ME \| South Rangeley ME \| \| \| 144,5 \| Oquossoc ME \| Oquossoc ME \| \| \| \| Rangeley River \| \| \| \| 146 \| Kamankeag ME (früher Indian Rock) \| Kamankeag ME (früher Indian Rock) \| \| \| 150 \| Realty ME \| Realty ME \| \| \| 154,0 \| Johns Pond ME (früher Cupsuptic) \| Johns Pond ME (früher Cupsuptic) \| \| \| 161,9 \| Kennebago ME \| Kennebago ME \| |                      |                                                      |                                                      |
| Strecke |                      | von Cumberland Center                                | von Cumberland Center                                |
| Dienststation / Betriebs- oder Güterbahnhof | 0,0                  | Rumford Junction ME (früher Poland Springs Junction) | Rumford Junction ME (früher Poland Springs Junction) |
| Abzweig ehemals geradeaus, nach rechts und ehemals von rechts |                      | nach Bangor                                          | nach Bangor                                          |
| Kreuzung (Strecke geradeaus außer Betrieb) |                      | Strecke Lewiston Junction–Lewiston                   | Strecke Lewiston Junction–Lewiston                   |
| Kreuzung (Strecke geradeaus außer Betrieb) |                      | Strecke Portland–Island Pond                         | Strecke Portland–Island Pond                         |
| Haltepunkt / Haltestelle (Strecke außer Betrieb) | 6,6                  | Elmwood ME (früher Elmwood Farm)                     | Elmwood ME (früher Elmwood Farm)                     |
| Bahnhof (Strecke außer Betrieb) | 9,5                  | Riccars ME (früher Poland Springs)                   | Riccars ME (früher Poland Springs)                   |
| Bahnhof (Strecke außer Betrieb) | 12,9                 | Poland ME                                            | Poland ME                                            |
| Brücke über Wasserlauf (Strecke außer Betrieb) |                      | Little Androscoggin River                            | Little Androscoggin River                            |
| Kreuzung (Strecke geradeaus außer Betrieb) |                      | Strecke Portland–Island Pond                         | Strecke Portland–Island Pond                         |
| Abzweig geradeaus und von rechts (Strecke außer Betrieb) |                      | Verbindungsgleis nach Portland                       | Verbindungsgleis nach Portland                       |
| Bahnhof (Strecke außer Betrieb) | 18,7                 | Mechanic Falls ME                                    | Mechanic Falls ME                                    |
| Bahnhof (Strecke außer Betrieb) | 25,9                 | West Minot ME (früher Minot)                         | West Minot ME (früher Minot)                         |
| Bahnhof (Strecke außer Betrieb) | 32,7                 | East Hebron ME (früher Hebron)                       | East Hebron ME (früher Hebron)                       |
| Bahnhof (Strecke außer Betrieb) | 39,9                 | Buckfield ME                                         | Buckfield ME                                         |
| Brücke über Wasserlauf (Strecke außer Betrieb) |                      | Nezinscot River                                      | Nezinscot River                                      |
| Bahnhof (Strecke außer Betrieb) | 47,6                 | East Sumner ME (früher Sumner)                       | East Sumner ME (früher Sumner)                       |
| Bahnhof (Strecke außer Betrieb) | 50,9                 | Hartford ME (früher Hartford Center)                 | Hartford ME (früher Hartford Center)                 |
| Bahnhof (Strecke außer Betrieb) | 59,1                 | Canton ME                                            | Canton ME                                            |
| Abzweig geradeaus und nach rechts (Strecke außer Betrieb) |                      | nach Livermore Falls                                 | nach Livermore Falls                                 |
| Haltepunkt / Haltestelle (Strecke außer Betrieb) | 60,4                 | The Park ME                                          | The Park ME                                          |
| Abzweig ehemals geradeaus und von rechts |                      | Verbindungskurve von Livermore Falls                 | Verbindungskurve von Livermore Falls                 |
| Brücke über Wasserlauf |                      | Whitney Brook                                        | Whitney Brook                                        |
| ehemaliger Bahnhof | 61,6                 | Gilbertville ME                                      | Gilbertville ME                                      |
| Dienststation / Betriebs- oder Güterbahnhof | 69,2                 | Worthley ME (früher East Peru)                       | Worthley ME (früher East Peru)                       |
| ehemaliger Haltepunkt / Haltestelle | 72,1                 | Peru ME                                              | Peru ME                                              |
| Dienststation / Betriebs- oder Güterbahnhof | 77,6                 | Dixfield ME (früher Dixfield&West Peru)              | Dixfield ME (früher Dixfield&West Peru)              |
| ehemaliger Bahnhof | 84,5                 | Rumford Falls ME (alter Endbahnhof)                  | Rumford Falls ME (alter Endbahnhof)                  |
| Betriebs-/Güterbahnhof Strecke ab hier außer Betrieb | 84,8                 | Rumford ME (früher Rumford Falls)                    | Rumford ME (früher Rumford Falls)                    |
| Brücke über Wasserlauf (Strecke außer Betrieb) |                      | Androscoggin River                                   | Androscoggin River                                   |
| Bahnhof (Strecke außer Betrieb) | 86,7                 | Porters ME                                           | Porters ME                                           |
| Haltepunkt / Haltestelle (Strecke außer Betrieb) | 92,1                 | Hale ME                                              | Hale ME                                              |
| Brücke über Wasserlauf (Strecke außer Betrieb) |                      | Swift River                                          | Swift River                                          |
| Haltepunkt / Haltestelle (Strecke außer Betrieb) | 93                   | Mitchells ME                                         | Mitchells ME                                         |
| Bahnhof (Strecke außer Betrieb) | 96,1                 | Frye ME                                              | Frye ME                                              |
| Haltepunkt / Haltestelle (Strecke außer Betrieb) | 98,2                 | Chapman ME                                           | Chapman ME                                           |
| Haltepunkt / Haltestelle (Strecke außer Betrieb) | 100                  | Reeds Mill ME                                        | Reeds Mill ME                                        |
| Bahnhof (Strecke außer Betrieb) | 102,0                | Roxbury ME                                           | Roxbury ME                                           |
| Haltepunkt / Haltestelle (Strecke außer Betrieb) | 105                  | Hop City ME                                          | Hop City ME                                          |
| Brücke über Wasserlauf (Strecke außer Betrieb) |                      | Swift River                                          | Swift River                                          |
| Bahnhof (Strecke außer Betrieb) | 109,3                | Byron ME                                             | Byron ME                                             |
| Brücke über Wasserlauf (Strecke außer Betrieb) |                      | Swift River                                          | Swift River                                          |
| Abzweig geradeaus und von rechts (Strecke außer Betrieb) |                      | Byron Logging Railroad                               | Byron Logging Railroad                               |
| Bahnhof (Strecke außer Betrieb) | 112                  | Masons ME (früher Mendearth)                         | Masons ME (früher Mendearth)                         |
| Bahnhof (Strecke außer Betrieb) | 115,2                | Houghton ME                                          | Houghton ME                                          |
| Abzweig geradeaus und nach rechts (Strecke außer Betrieb) |                      | nach Porters Siding                                  | nach Porters Siding                                  |
| Brücke über Wasserlauf (Strecke außer Betrieb) |                      | Swift River                                          | Swift River                                          |
| Haltepunkt / Haltestelle (Strecke außer Betrieb) | 119                  | Ten Degree ME                                        | Ten Degree ME                                        |
| Bahnhof (Strecke außer Betrieb) | 125,1                | Summit (Passstation)                                 | Summit (Passstation)                                 |
| Bahnhof (Strecke außer Betrieb) | 129,6                | Bemis ME                                             | Bemis ME                                             |
| Haltepunkt / Haltestelle (Strecke außer Betrieb) | 136                  | Belchs ME                                            | Belchs ME                                            |
| Bahnhof (Strecke außer Betrieb) | 139,7                | Macy Junction ME                                     | Macy Junction ME                                     |
| Abzweig geradeaus und nach rechts (Strecke außer Betrieb) |                      | South Bog Railroad                                   | South Bog Railroad                                   |
| Haltepunkt / Haltestelle (Strecke außer Betrieb) | 140,5                | South Rangeley ME                                    | South Rangeley ME                                    |
| Bahnhof (Strecke außer Betrieb) | 144,5                | Oquossoc ME                                          | Oquossoc ME                                          |
| Brücke über Wasserlauf (Strecke außer Betrieb) |                      | Rangeley River                                       | Rangeley River                                       |
| Haltepunkt / Haltestelle (Strecke außer Betrieb) | 146                  | Kamankeag ME (früher Indian Rock)                    | Kamankeag ME (früher Indian Rock)                    |
| Haltepunkt / Haltestelle (Strecke außer Betrieb) | 150                  | Realty ME                                            | Realty ME                                            |
| Bahnhof (Strecke außer Betrieb) | 154,0                | Johns Pond ME (früher Cupsuptic)                     | Johns Pond ME (früher Cupsuptic)                     |
| Kopfbahnhof Streckenende (Strecke außer Betrieb) | 161,9                | Kennebago ME                                         | Kennebago ME                                         |

Die Bahnstrecke Rumford Junction–Kennebago ist eine eingleisige Eisenbahnstrecke in Maine (Vereinigte Staaten). Sie ist 161,9 Kilometer lang und größtenteils stillgelegt. Lediglich der Abschnitt Whitney Brook–Rumford wird heute durch die Pan Am Railways ausschließlich im Güterverkehr betrieben.

## Geschichte

### Mühsamer Anfang
Nach Baubeginn an der Bahnstrecke Portland–Island Pond Mitte der 1840er Jahre entstand der Wunsch, die Kleinstadt Buckfield an diese Strecke anzuschließen. 1847 wurde daher die Buckfield Branch Railroad gegründet, die den Abzweig von Mechanic Falls nach Buckfield baute. Wie die Hauptstrecke wurde auch der Abzweig in Kolonialspur (1676 mm) gebaut. Am 11. Januar 1850 wurde der Verkehr auf der Zweigbahn aufgenommen. Man plante, die Strecke nach Norden bis an den Androscoggin River bei Canton zu verlängern.
Obwohl im Juni 1854 die Gleise Sumner erreichten, konnte die Verlängerung nicht eröffnet werden, da die Bahngesellschaft kein Geld aufbringen konnte, um die Landbesitzer zu entschädigen. Diese rissen daraufhin die Gleise auf ihren Grundstücken ab und bauten Barrieren auf die Strecke. Im September 1856 musste der Gesamtverkehr eingestellt werden.
Nach einer Umgründung in Portland and Oxford Central Railroad 1857 konnte fünf Jahre später endlich die Strecke bis Sumner eröffnet und der Betrieb auf der Bahn wieder aufgenommen werden. 1868 wurde die Strecke bis Hartford verlängert und erreichte zwei Jahre später endlich Canton. Doch der Verkehr entwickelte sich nicht wie erhofft. Nur ein Zugpaar am Tag fuhr in dieser Zeit über die Strecke. Am 18. November 1873 stellte man den Betrieb wiederum ein.
1874 übernahm die Rumford Falls and Buckfield Railroad die Bahn. Im gleichen Jahr spurte die Grand Trunk Railway die Hauptstrecke Portland–Island Pond auf Normalspur um, sodass die Bahn jetzt keinen direkten Gleisanschluss mehr an eine andere Eisenbahnstrecke hatte. 1879 wurde daher auch die Strecke Mechanic Falls–Canton umgespurt und der Betrieb wieder aufgenommen. 1884 nahm die Gesellschaft eine kurze Verlängerung nach Gilbertville in Betrieb.

### Fertigstellung der Strecke
Die 1890 gegründete Portland and Rumford Falls Railroad plante, die Strecke nach Rumford zu verlängern. Außerdem pachtete sie die bestehende Strecke von der Rumford Falls&Buckfield. Die Verlängerung ging am 1. August 1892 in Betrieb. Zwei werktägliche Zugpaare verkehrten nun von Mechanic Falls nach Rumford Falls und zurück. Um nicht mehr auf die Grand Trunk Railway angewiesen zu sein, baute die Gesellschaft außerdem eine südliche Verlängerung über Mechanic Falls hinaus bis an die Hauptstrecke der Maine Central Railroad, die am 12. Februar 1894 eröffnet wurde.
Im gleichen Jahr wurde die Rumford Falls and Rangeley Lakes Railroad gegründet, die die Strecke weiter nach Norden verlängern wollte. Da sie jedoch die Kosten für eine Brücke über den Androscoggin River bei Rumford nicht aufbringen konnte, baute sie einen eigenen Endbahnhof nördlich des Flusses. Die zwei Kilometer lange Verbindung stellte indes die Portland&Rumford Falls her, die die Mittel für den Brückenbau aufbringen konnte. Im Juli 1895 wurde der Abschnitt bis Byron eröffnet und ab 1. September 1895 fuhren die Züge bis Houghton. Im Mai 1896 erreichten die Gleise Bemis am Mooselookmeguntic Lake.
Im November 1896 baute eine Holzfällergesellschaft aus New Hampshire die Byron Logging Railroad, die südlich von Houghton abzweigte und nach Osten in die Wälder Maines führte. Sie wurde 1902 wieder stillgelegt. Inzwischen wurde die Strecke weiter verlängert. 1901 erreichte sie South Rangeley und am 1. September 1902 die Kleinstadt Oquossoc am Rangeley Lake. Von 1901 bis 1906 wurde eine weitere Waldbahn, die South Bog Railroad, betrieben, die am Südufer des Sees lag.
Ab 1907 führte die Maine Central Railroad den Betrieb auf der Strecke, nachdem sie beide Gesellschaften gepachtet hatte. Bereits seit um 1900 verkehrten die Züge in der Regel über die Maine Central bis Lewiston. Im Winter fuhren nur zwei werktägliche Zugpaare, von denen eines in Rumford Falls endete und das andere bis Oquossoc fuhr. Die Züge hatten durchlaufende Wagen von Portland, die in Rumford Junction umgekuppelt wurden. Im Sommer verkehrten deutlich mehr Züge, nämlich drei Zugpaare an Werktagen und zwei an Sonntagen, von denen jeweils eines in Rumford Falls endete und die übrigen bis Oquossoc fuhren. Die Züge hatten teilweise sogar durchlaufende Wagen Boston–Oquossoc.
1911 wurde die Rangeley Lakes and Megantic Railroad gegründet, die die Strecke über Oquossoc hinaus bis nach Megantic (Québec) verlängern wollte. Die Bauarbeiten begannen Anfang 1912, und im Dezember 1912 ging der Abschnitt bis Kennebago in Betrieb. Die Strecke wurde jedoch nie weitergebaut. Ein werktägliches Zugpaar verkehrte nun im Winter von Bemis nach Kennebago und zurück, ohne direkten Anschluss an Züge aus Richtung Lewiston/Portland.

### Betrieb und Stilllegung
Am 19. März 1913 brannte der Bahnhof in Rumford Falls ab. Ein neuer Bahnhof wurde am Südufer des Androscoggin River gebaut. Die beiden alten Bahnhöfe der Portland&Rumford Falls und der Rumford Falls&Rangeley Lakes wurden daraufhin außer Betrieb genommen.
Der Verkehr auf der Strecke nahm – vor allem auf dem nördlichen Abschnitt – immer mehr ab. Dennoch verbesserte man das Angebot auf der Strecke deutlich. Der Sommerfahrplan 1931 sah insgesamt drei Züge auf der Strecke vor. Zug 203/204 „The Rangeley“ verkehrte täglich von Portland nach Rumford und Dienstag bis Sonntag weiter nach Kennebago, zurück fuhr er ab Kennebago täglich außer samstags. Er führte Kurswagen aus Washington, D.C. und New York City. Zug 13/14 fuhr ebenfalls von Portland nach Kennebago und zurück und verkehrte an Werktagen und mit Kurswagen von Boston. Daneben verkehrte dienstags, donnerstags und samstags ein gemischter Zug 393/392 zwischen Rumford und Kennebago.
Im Juli 1933 fuhr der letzte Personenzug zwischen Oquossoc und Kennebago. Im November 1935 endete der Personenverkehr auch zwischen Rumford Falls und Oquossoc. Im März 1936 zerstörte ein Hochwasser die Brücke über den Androscoggin River in Rumford. Die offizielle Stilllegung des Abschnitts Rumford–Kennebago erfolgte am 27. November desselben Jahres.
Im Sommer 1950 fuhren auf der Strecke noch zwei werktägliche Zugpaare. Ein Zug verkehrte von Lewiston über Mechanic Falls nach Rumford und zurück, der andere fuhr von Portland über Livermore Falls und Canton nach Rumford. Durchlaufende Wagen gab es nicht mehr. Im April 1951 endete der Personenverkehr auch zwischen Rumford Junction und Canton und 1955 schließlich zwischen Canton und Rumford. Der Abschnitt Rumford Junction–Poland wurde im April 1951 stillgelegt, zwischen Canton und Poland fuhren 1952 die letzten Güterzüge. Beide Abschnitte wurden danach abgebaut. Später wurde auch das Gleisdreieck bei Whitney Brook und der Abschnitt zwischen Whitney Brook und Canton stillgelegt. Seit 1981 betreibt die Guilford Transportation – ab 2006 unter dem Namen Pan Am Railways – den spärlichen Güterverkehr auf dem restlichen Abschnitt zwischen Whitney Brook und Rumford.

## Streckenbeschreibung
Die Strecke zweigte am Bahnhof Rumford Junction von der Bahnstrecke Cumberland Center–Bangor in einem Gleisdreieck ab und führte zunächst nach Westen. Nach etwa einem Kilometer traf sie auf die Bahnstrecke Lewiston Junction–Lewiston, und überquerte sie im spitzen Winkel. Einen weiteren Kilometer weiter überquerte sie die Hauptstrecke Portland–Montréal der früheren Grand Trunk Railway. Bei Poland Springs erreicht die Trasse den Range Pond, an dessen nördlichem Ufer sie nun in Richtung Nordwesten weiterführt. Ab Poland verläuft die Strecke nordwärts, was von hier ab im Wesentlichen bis zum Endpunkt Kennebago der Fall war. In Mechanic Falls wird erneut die Hauptstrecke Portland–Montréal überquert. Hier gab es auch eine Verbindungskurve, über die vor der Eröffnung dieses südlichen Abschnittes die Züge in den Grand-Trunk-Bahnhof Mechanic Falls einfuhren. Nach der Eröffnung der Strecke bis Rumford Junction hatte die Grand Trunk an der Kreuzung einen zusätzlichen Haltepunkt zum Umsteigen eingerichtet. Heute ist die Strecke von Rumford Junction aus vollständig abgebaut.
In Mechanic Falls beginnt der älteste Teil der Trasse. Diese Strecke wurde schon 1850 eröffnet und mit kurzen Unterbrechungen bis 1952 betrieben. Sie führt entlang der West Minot Road, die teilweise auf der Bahntrasse gebaut wurde, bis West Minot und weiter nordwärts. Ab etwa der Kreuzung mit der Buckfield Road wird die Trasse heute als Straße (John Ellingwood Road) benutzt. In Buckfield befand sich eine Brücke über den Nezinscot River, die jedoch abgerissen ist. Nördlich des Flusses liegt wiederum eine Straße, die Railroad Bed Road (Gleisbettstraße), auf der ehemaligen Bahnstrecke. In East Sumner biegt die Strecke zunächst nach Nordosten ab, um einige Kilometer weiter den Lake Anasagunticook zu erreichen. An dessen östlichem Ufer führt die Bahn nun bis Canton und erreicht kurz darauf das Gleisdreieck bei Whitney Brook. Heute liegen nur noch auf dem nördlichen Schenkel des Gleisdreiecks Schienen. Die Strecke führt nun nach Nordwesten entlang des Androscoggin River bis Rumford, wo die Gleise in einem großen Industriegebiet enden.
An der Stelle der Brücke über den Androscoggin River überqueren heute Rohrleitungen den Fluss und verbinden Stadt und Industriegebiet. Im Zentrum Rumfords erinnert die auf der Bahntrasse gebaute Straße Rangeley Place an die Bahnstrecke zum Rangeley Lake. Ab Rumford verläuft die Bahnstrecke entlang des Swift River. In einer Siedlung nördlich des Stadtzentrums liegt die Bernodine Street auf der ehemaligen Bahntrasse. Bei Hale quert die Bahn den Swift River und führt nun an dessen östlichem Ufer entlang. Die Roxbury Road wurde auf dem Trassee der Eisenbahn gebaut. Nördlich von Roxbury geht die Straße in die Swift River Road über, die weiterhin auf der alten Bahnstrecke verläuft. Vor und nach Byron quert die Strecke den Fluss erneut und verläuft dann wieder östlich des Flusses auf der Trasse der heutigen East Branch Road. Der östliche Teil dieser Straße liegt auf der Trasse der früheren Byron Logging Railroad, einer Waldbahn, die hier Holz an die Eisenbahnstrecke transportierte. Weiter nördlich ist der Bahnhof Houghton erreicht, wo eine kurze Stichstrecke nach Porters Siding abzweigte.
Nördlich des Bahnhofs quert die Strecke ein letztes Mal den Swift River, um nun nach Nordwesten abzubiegen. Die Houghton Road und im weiteren Verlauf die Bemis Road liegen auf der ehemaligen Bahntrasse. Hier beginnt die Überquerung eines Höhenzuges. Am Haltepunkt Ten Degree vollführt die Strecke eine etwa 90°-Kurve und führt nun nördlich weiter bergan. Am höchsten Punkt der Strecke befand sich ein Bahnhof Summit (Gipfel). Ein Stück weiter nördlich ist der Mooselookmeguntic Lake erreicht, an dessen östlichem Ufer die Bahnstrecke und die heutige Bemis Road weiter verläuft. In Macy am nordöstlichen Ende des Sees biegt die Strecke nach Nordosten ab und erreicht nach wenigen hundert Metern das südöstliche Ufer des Rangeley Lake. Hier zweigte eine weitere Waldbahn, die South Bog Railroad ab, die südlich um den See herumführte. Die Bahnstrecke liegt nun am westlichen Ufer des Rangeley Lake und wird heute durch die Lake Shore Road und weiter nördlich die Rumford Road benutzt. An der nordwestlichen Ecke des Sees ist die Kleinstadt Oquossoc erreicht, wo von 1902 bis 1912 die Endstation der Strecke lag.
In Oquossoc, kurz hinter dem Bahnhof, überquert die Bahn den Rangeley River und führt weiter nordwärts entlang des östlichen Ufers des Kennebago River. Die Indian Rock Road und die Boy Scout Road wurden auf der ehemaligen Eisenbahntrasse gebaut. Nördlich von Kamankeag geht die Straße in die Sportsmanns Road und später in die Kennebago River Road über, die beide weiterhin auf der Bahnstrecke verlaufen. An der westlichen Spitze des Kennebago Lake befand sich die Endstation der Bahn. Ein alter Wagenkasten eines Personenwagens der Rumford Falls&Rangeley Lakes Railroad diente hier als Stationsgebäude.